# Cláudio Olinto de Carvalho
Cláudio Olinto de Carvalho, mais conhecido como Nenê (Santos, 1 de fevereiro de 1942 — Capoterra, 2 de setembro de 2016), foi um futebolista brasileiro, que atuava como atacante, e ex-treinador de futebol.
É considerado um dos maiores jogadores da história do Cagliari.

## Carreira
Revelado pelo Santos, mesmo clube pelo qual seu pai Hermínio (que era lateral e de quem herdaria o apelido) jogou, atuou do juvenil ao time de aspirantes e teve sua primeira chance na equipe principal em 1960, na goleada por 5×2 diante do Juventus da Mooca, quando entrou no lugar de Jair Rosa Pinto e marcou seu 1º gol com a camisa do clube.
Atuou até 1963 no Alvinegro Praiano, com 54 partidas e 24 gols, sendo um coadjuvante na lendária equipe que tinha como astros Pelé, Pepe, Coutinho, Mengálvio, Zito e Dorval, conquistando 9 títulos com o Santos.

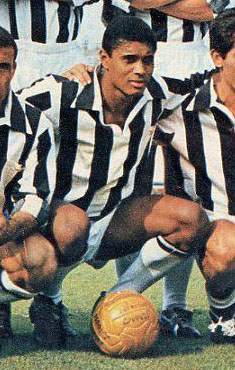
Nené a Juventus

Em uma turnê do Peixe pela Europa, o time enfrentaria a Juventus no antigo estádio Comunale. A atuação de Nenê chamou a atenção de Giampiero Boniperti, ídolo da Juve e que trabalhava como diretor-esportivo, que pediu a contratação do atacante naquele ano. Foi negociado em 1963 por 100 milhões de cruzeiros, um valor altíssimo naquela época.
Em sua primeira temporada, fez 11 gols em 28 jogos, terminando a temporada como o nono maior artilheiro da Serie A. Porém, teve conflitos com o atacante argentino Omar Sívori, que era capitão da equipe, e foi negociado.
Porém, seria no Cagliari que Nenê faria história: entre 1964 e 1976, disputou 311 jogos e marcou 23 gols, sendo peça importante na conquista do Scudetto na temporada 1969-70. Antes, a Juventus tentou recontratá-lo, mas a direção do Cagliari segurou o atacante.
Durante o período, foi emprestado ao Chicago Mustangs, equipe formada pelos atletas do Cagliari para jogar o Campeonato Norte-Americano de 1967.
Encerrou sua carreira como jogador em 1976, sendo o recordista de jogos disputados com a camisa do Cagliari (311), até o volante Daniele Conti o superar em 2015.

### Seleção Brasileira
Apesar da boa fase que vivia na Itália, Nenê teve poucas chances na Seleção Brasileira, tendo participado apenas dos Jogos Pan-Americanos de 1963, onde ganhou a medalha de ouro.

## Carreira de treinador
Já aposentado, Nenê virou técnico em 1978, comandando as categorias de base da Fiorentina até 1981. 
Treinou ainda a Paganese na temporada 1982-83 e o Sant'Elena Quartu entre 1983 e 1984, antes de voltar ao Cagliari para treinar a base do clube sardo. 
Em 1988, regressou à Juventus, também como técnico das categorias de base da Vecchia Signora, função que exerceria até 2001, quando encerrou sua carreira no futebol.

## Pós-aposentadoria e morte
Após deixar o futebol, Nenê entrou em crise financeira e adoeceu gravemente, sendo obrigado a passar por várias cirurgias. Após viver num lar para idosos em Pirri (Itália), mudou-se para Capoterra, onde morreu aos 74 anos, vitimado por problemas respiratórios.

## Títulos
Santos
- Campeonato Paulista: 1960, 1961, 1962[1]
- Campeonato Brasileiro: 1961, 1962
- Torneio Rio-São Paulo: 1 (1963)
- Copa Libertadores da América: 2 (1962 e 1963)
- Copa Intercontinental: 1 (1962)

Cagliari
- Campeonato Italiano: 1969-70